# Furta
Furta ist eine Gemeinde im Kreis Berettyóújfalu im Osten von Ungarn. Der gleichnamige Ort liegt an der Hauptstraße 47 und grenzt an den Ort Zsáka.

## Geografie
Furta grenzt an folgende Gemeinden:
|       |                                             | Berettyóújfalu |
| Zsáka | Kompassrose, die auf Nachbargemeinden zeigt | Mezősas        |
|       | Magyarhomorog                               |                |

## Geschichte
Erste schriftliche Erwähnung im Váradi Regestrum. 

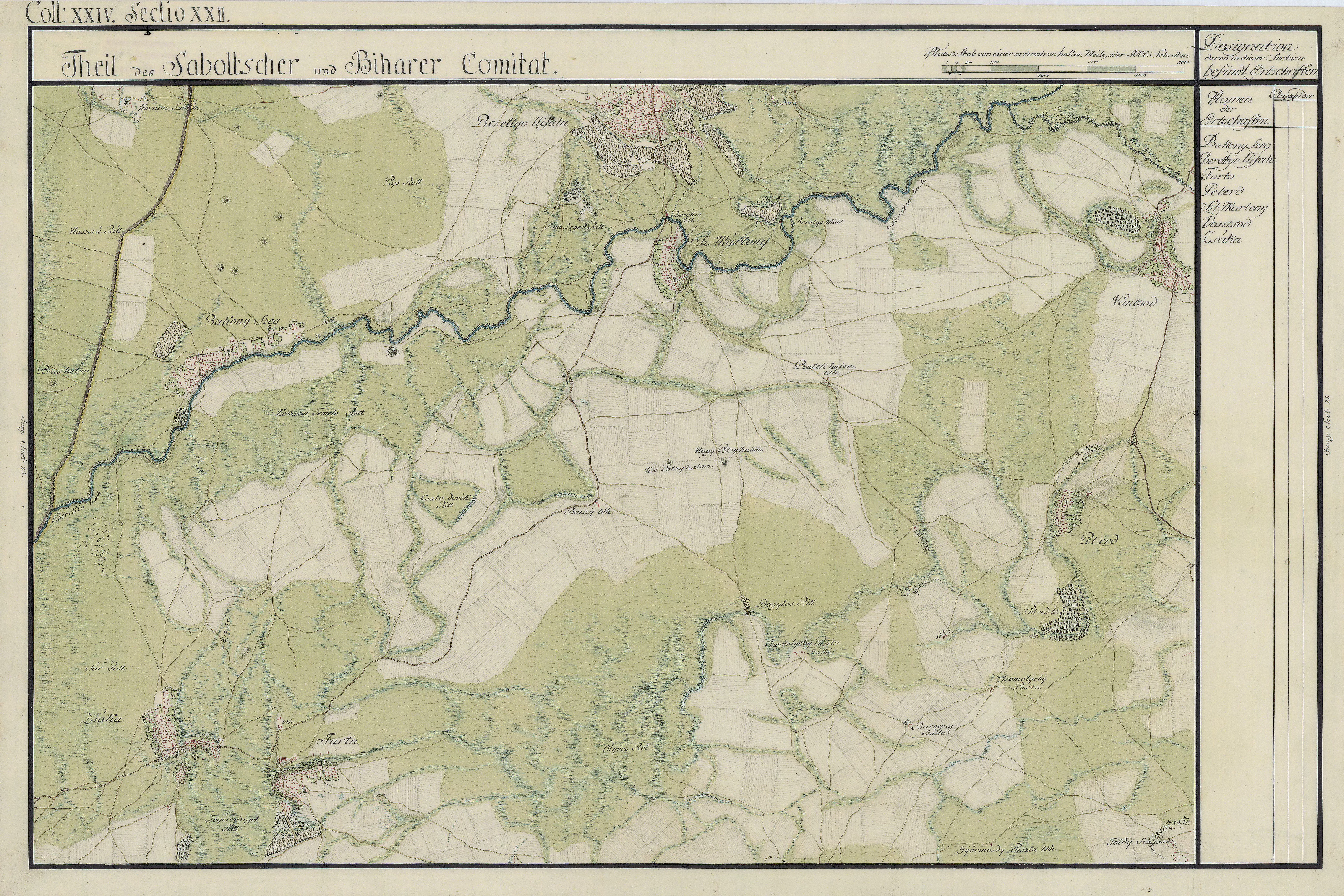
Furta (links unten) um 1782 (Aufnahmeblatt der Josephinischen Landesaufnahme)
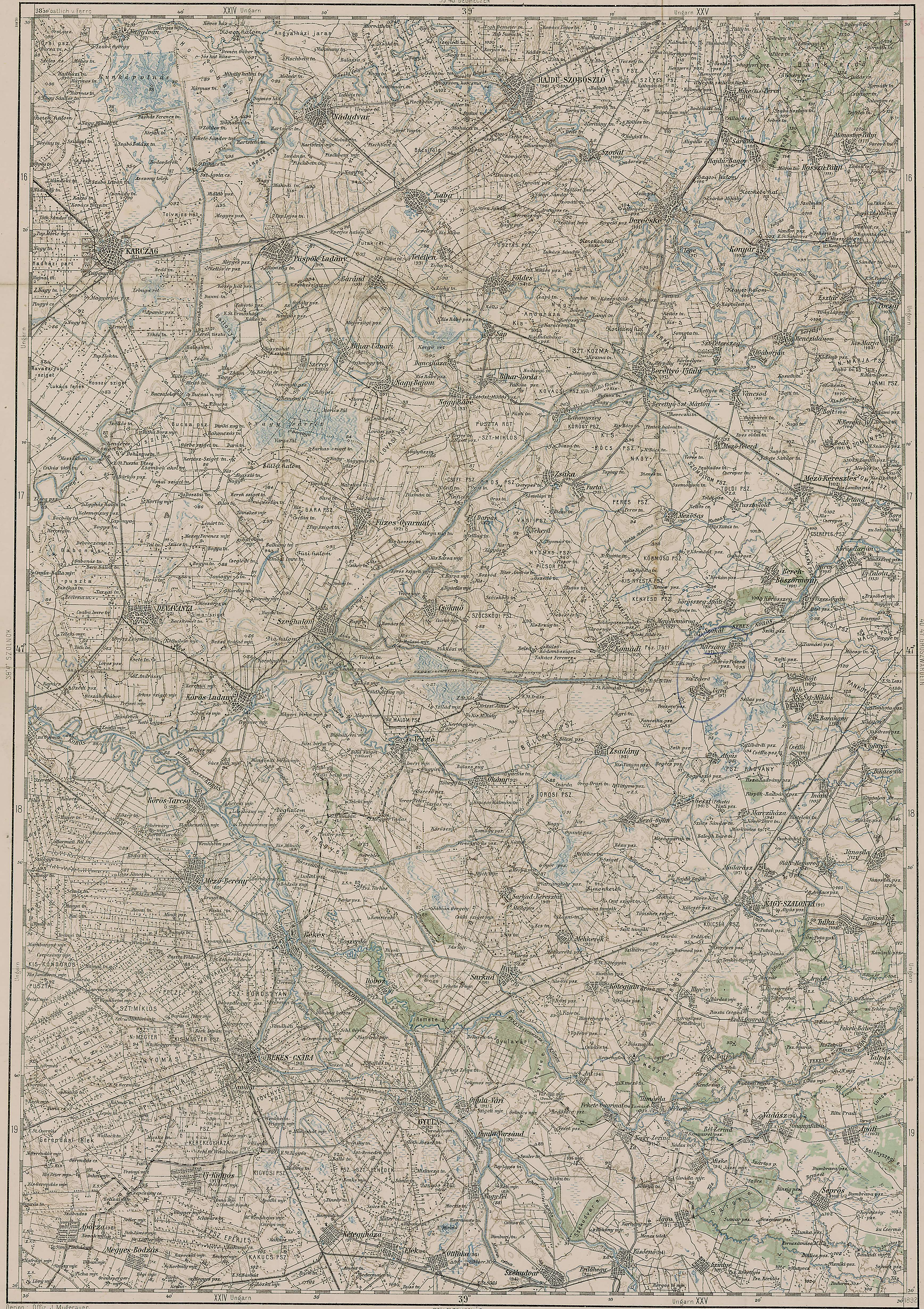
Furta (N 47° 8'; O 39° 08') um 1892 (Aufnahmeblatt der Franzisco-Josephinischen Landesaufnahme)